# دیوید لی راث
دیوید لی راث (به انگلیسی: David Lee Roth) متولد ۱۹۵۴ ایندیانا، نام یکی از خوانندگان گروه پر آوازهٔ آمریکایی ون هیلن بود.
وی مدتی نیز بعنوان خدمه اورژانس اشتغال داشت.
او قبل از سمی هیگار عضو گروه ون هیلن شد.